# Dexter's Laboratory
O Laboratório de Dexter (português brasileiro) ou O Laboratório do Dexter (português europeu) (em inglês:  Dexter's Laboratory) é uma série de desenho animado norte-americana criada pelo cartunista russo-americano Genndy Tartakovsky e produzido, em suas duas primeiras temporadas, pelo estúdio americano Hanna-Barbera, posteriormente pelo Cartoon Network Studios.
O episódio piloto foi exibido pela primeira vez no programa What-A-Cartoon! (no Brasil, foi rebatizado pelo canal como Desenhos Incríveis - O Show) que mostrava vários curtas animados, e depois acabou por se tornar uma série que estreou originalmente em 27 de abril de 1996.
No Brasil, a série estreou um dia após sua primeira transmissão nos EUA, no dia 28 de abril de 1996, pelo próprio Cartoon Network, em uma época em que a versão brasileira do canal ainda usava o sinal americano original, antes de ter seu próprio sinal nacional em outubro daquele mesmo ano. Depois, em 1º de março de 1999, estreou na TV aberta, junto com os outros desenhos Johnny Bravo e A Vaca e o Frango, como uma das atrações do programa Eliana e Alegria da Rede Record, sendo também exibido na emissora nos programas Domingo Criança, Desenho Mania e Record Kids. Foi também exibido no SBT, durante o final dos anos 2000, nos programas Sábado Animado e Bom Dia & Cia, e no canal Tooncast, entre 2008 e 2021. Atualmente, está em exibição na plataforma de streaming Max.

## Enredo
Dexter é um menino-gênio que, atrás de uma estante em seu quarto, esconde um laboratório secreto que pode só podem ser acessado por comandos de voz ou interruptores escondidos em sua estante. Apesar de extremamente inteligente, Dexter muitas vezes não consegue alcançar seus objetivos quando ele se torna muito animado e descuidado. Em sua família, apenas sua irmã Dee Dee conhece o laboratório e não perde a oportunidade de entrar, o que irrita Dexter constantemente.
O personagem vem de uma típica família norte-americana, porém fala com um sotaque diferente, de origem indeterminada. A dubladora original do personagem Christine Cavanaugh descreveu como "uma afetação, um tipo de sotaque ou algo assim. Um pequeno Peter Lorre. Talvez seja latino, talvez seja francês. Ele é um cientista. ele sabe que precisa de um tipo de sotaque". Genndy Tartakovsky explicou: "Ele é um cientista. Todos os cientistas são estrangeiros e têm algum tipo de sotaque... Não é realmente um sotaque alemão. Talvez seja apenas do leste europeu."

## Personagens

Os personagens principais da série. Da esquerda para a direita: pai, Dee Dee, Dexter e mãe.

- Dexter - O protagonista, criador e dono do laboratório. De baixa estatura e cabelos ruivos, é bastante nervoso e azarado. Geralmente dá broncas em Dee Dee. É sempre visto com jaleco branco, botas pretas, óculos enormes e luvas roxas. Em sua voz original tem um sotaque alemão, característica que pode ser uma referência ao mundialmente famoso cientista alemão Albert Einstein.

- Dee Dee - De olhos azuis e cabelos loiros, trata-se da irmã mais velha de Dexter. Adora balé, bonecas, pôneis e de bagunçar o laboratório do irmão. Dupla ou triplamente mais alta que Dexter, possui um corpo desproporcional: tem um minúsculo tronco, uma grande cabeça e pernas compridas com pés enormes. Dee Dee é mimada pelos pais, de espírito livre e, apesar de aparentemente estúpida, ela muitas vezes ajuda seu irmão, ou lhe dá conselhos importantes, e tudo o que ela quer é fazê-lo brincar com ela. Apesar de seus problemas de rivalidade fraternal, os dois são obrigados pelas circunstâncias a trabalhar juntos várias vezes.

- Mãe - Uma mulher de quadris largos e cabelos ruivos e que possui uma obsessão quase doentia por limpeza e organização. Daí o fato de quase sempre ser vista com luvas de borracha. Ela obedece ao estereótipo de dona-de-casa dos seriados americanos. Alguns episódios mostram que a personalidade de Dexter foi herdada dela, incluindo o perfeccionismo.

- Pai - De cabelos loiros, faz o estereótipo do marido e pai-de-família dos seriados americanos, apesar do fato de sua esposa sempre ficar com a última palavra nas decisões da casa. Adora boliche, golfe, pescaria e os bolinhos da sua esposa, além de ter o estranho gosto de podar todas as plantas que ele vê.

- Mandark - Leitor de mentes e arqui-inimigo de Dexter. Assim com o protagonista, também possui um laboratório gigantesco em casa. Diz que o seu verdadeiro nome era Astronomonov, porém em episódios mais recentes, ele é chamado de Susan pelos seus pais. Em um episódio, foi revelado que Mandark possui uma irmã mais nova que pede para ser chamada de La-La Vava e que, através de ameaças, sempre faz com que o seu irmão atenda a todos seus pedidos. Sempre disputa as atenções de menino-gênio com Dexter. É apaixonado por Dee Dee.

- Sr. Levinsky - Professor de Ciências do Dexter, de quem o menino-gênio está sempre disposto a arrancar elogios.

- Douglas E. Mordechai III - Possivelmente, o único amigo que Dexter possui além do seu computador. Na escola, ele está sempre em companhia de Dexter, com quem parece ter grandes afinidades não só nos gostos, mas também na personalidade.

- Computador - O computador de Dexter sempre está a vigiar o funcionamento do laboratório e possui uma personalidade própria. Provavelmente foi inspirado no HAL-9000 de 2001: Uma Odisséia no Espaço. Dexter dirige-se ao seu computador com tratamentos carinhosos do tipo "meu amor", uma vez que a máquina possui personalidade e voz femininas.

- Mee Mee e Lee Lee - As melhores amigas de Dee Dee. As três compartilham o gosto por bonecas e balé e adoram perturbar o sossego de Dexter. Porém, ambas são muito mais inteligentes que Dee Dee. Mee Mee é negra, enquanto Lee Lee possui traços asiáticos. Há boatos de que Lee Lee gosta de Dexter.

- Macaco - Primata que sempre serve de cobaia aos experimentos de Dexter. O Macaco possui superpoderes dos quais Dexter nunca tomou conhecimento. Ele é o principal protagonista da sub-série Dial M For Monkey (Disque M para Macaco), onde combate criminosos pelos quatro cantos da galáxia com a sua assistente Agente Honeydew. Também aperece no episódio Rasslor, da sub-série Justice Friends (Amigos da Justiça), onde se torna o único dos super-heróis presentes a derrotar o vilão Haslor.

- Pais de Mandark - Casal de hippies que não entende o apreço do filho pela ciência. Sempre chamam o filho de "Susan", nome que lhe destrói os nervos cada vez que é pronunciado.

## Spin-offs

### Os Amigos da Justiça(Justice Friends)
Série baseada no trio de super-heróis Major Glória, Valhallen e O Inquebrável Krunk. A maioria das aventuras dos três amigos consiste na divisão entre a responsabilidade de salvar a cidade dos vilões e as mais simples questões domésticas, pois eles dividem um apartamento no centro da cidade. 
Major Glória é o líder do grupo e o estereótipo clássico do super-herói, com características de Superman e Capitão América. O nome de Valhallen é uma combinação de Valhala com a banda de rock Van Halen, pois o personagem é inspirado no Thor, da Marvel Comics, com características de um astro do rock, substituindo o martelo por uma guitarra. O Inquebrável Krunk é uma clara homenagem ao Hulk, invertendo as clássicas cores entre a pele do personagem e as roupas. Enquanto o personagem da Marvel Comics é verde e possui bermuda roxa, Krunk tem a pele roxa e a bermuda verde, com a diferença que Krunk não precisa ficar irritado para se tornar gigante.
O personagem Major Glória é o super-herói favorito de Dexter e estrela o programa de televisão preferido do menino-gênio. Além do spin-off, Glória faz uma participação especial na série principal, no episódio Um Assistente Nada Especial.
Os episódios de Os Amigos da Justiça foram exibidos entre os segmentos de alguns episódios da primeira e da segunda temporada de O Laboratório de Dexter. Ironicamente, lembra a série Teen Titans Go! tendo em conta que se foca mais na vida particular dos heróis do que na de ação. 

### Disque M para Macaco(Dial M for Monkey)
Macaco é um animal cobaia do laboratório de Dexter, que secretamente possui uma identidade de super-herói, ao ganhar superpoderes a partir de experimentos do dono. Ele aproveita os momentos de ausência do menino para assumir o uniforme e ajudar seus amigos combater vilões através da galáxia. O nome da série é uma homenagem à HQ da DC Comics Dial H for Hero, que por sua vez é inspirada no título do longa-metragem Disque M para Matar (1954), dirigido por Alfred Hitchcock.
Macaco aparece em alguns episódios da série principal sem revelar seus poderes e protagoniza um deles sob o uniforme do super-herói: no episódio Quacor, A Ave, na segunda temporada, o animal de Dexter trava um duelo com Quacor, a pata de estimação de Mandark, que também guarda superpoderes em segredo.

Os episódios do spin-off foram exibidos entre segmentos da primeira temporada de O Laboratório de Dexter. 